# Estaminet

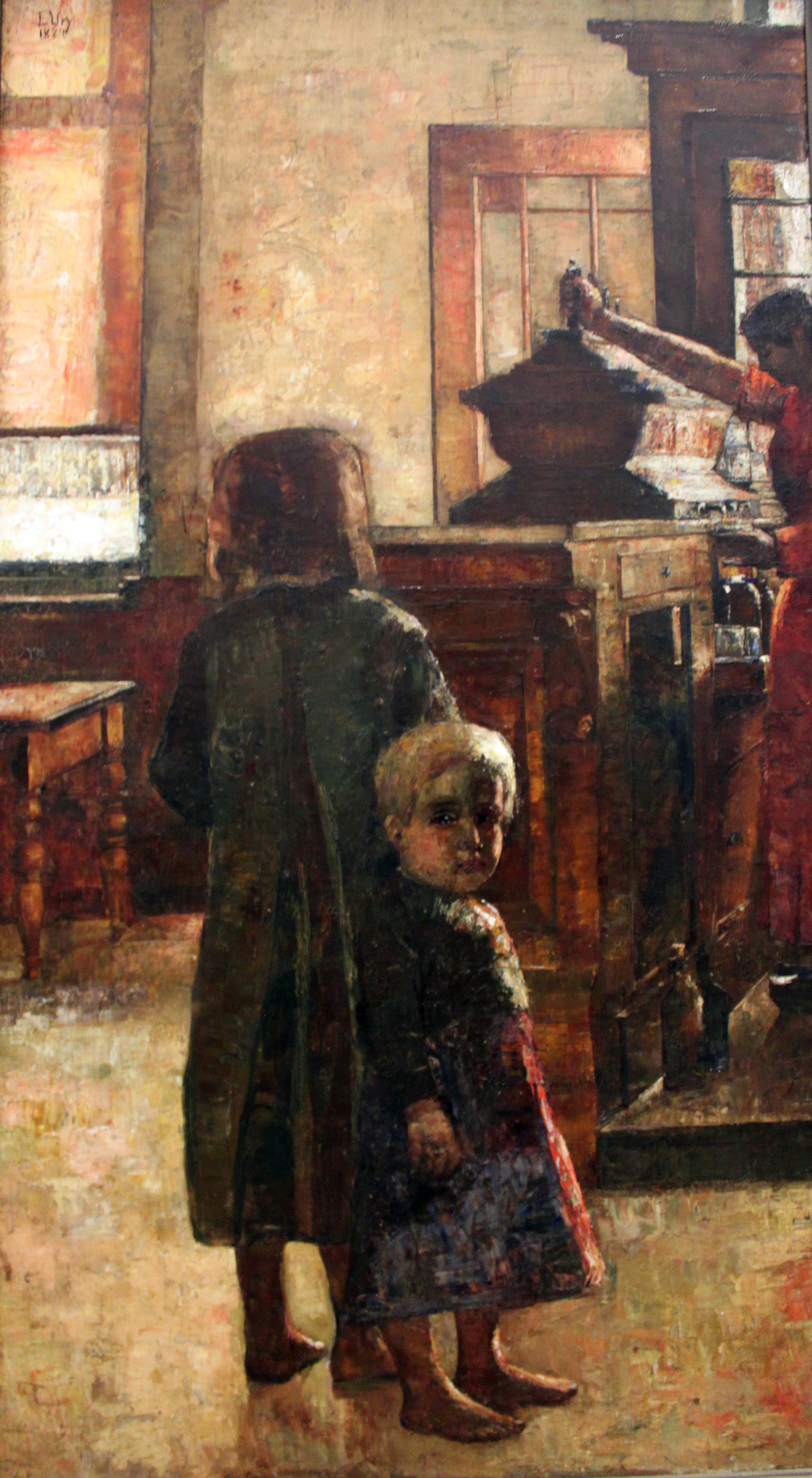
Estaminet – Flämische Schänke. Lesser Ury, 1884

Das Estaminet (frz. l’estaminet, m) ist eine traditionelle Gaststätte, die typisch ist für den Norden Frankreichs sowie in Belgien. Das Estaminet kombiniert Café, Kneipe und Restaurant. Es diente der Bevölkerung als Treffpunkt, man konnte sich bei Kaffee oder Bier unterhalten und dabei etwas essen. Üblicherweise sind die Estaminets rustikal eingerichtet und mit allerlei Gerätschaften und Bildern aus der Landwirtschaft dekoriert.
Es gibt verschiedene Theorien zur Herkunft des Wortes „Estaminet“. Weit verbreitet ist die Ansicht, dass es sich vom wallonischen Wort „Staminé“ (Säulenhalle) ableitet. Auch das flämische Wort „Stamm“ (Familie) wird als Ursprung vermutet. Nicht zuletzt wird der spanische Ausdruck „Esta un minuto“ (Bleib eine Minute) erwähnt – Flandern gehörte immerhin zeitweilig zu Spanien.